# Dekalog, cztery
Dekalog, cztery (polonès: Decàleg, quatre) és la quarta part de Dekalog, la sèrie de pel·lícules dramàtiques dirigida pel director polonès Krzysztof Kieślowski per a televisió, possiblement connectada amb els imperatius quart dels Deu Manaments: "Honra el teu pare i la teva mare".

## Argument
Anka (Adrianna Biedrzyńska), una estudiant de teatre, viu amb el seu pare, Michal (Janusz Gajos). La seva mare ha mort des que va néixer l'Anka. Es porten bé junts i les seves relacions són més semblants a les entre dos amics que no pas a una relació pare-filla. Michal sovint viatja a l'estranger en viatges de negocis i Anka no se sent molt feliç a casa sense ell.
Un dilluns de Pasqua, després de jugar-se els seus tradicionals trucs d'aigua, l'Anka condueix en Michal a l'aeroport, ja que marxa d'un altre viatge. Aquell mateix dia havia descobert un sobre amb l'escriptura del seu pare que deia "Obre després de la meva mort". Més tard es revela que l'Anka sabia sobre el sobre durant anys, però aquesta era la primera vegada que Michal l'havia deixat enrere mentre estava en un dels seus viatges. Al cap d'un parell de dies, per fi l'obre. A dins, hi ha un altre sobre, on pot llegir un breu missatge de la seva mare "A la meva filla, Anka". Anka es pregunta si obrirà aquest sobre.
Una setmana després, Michal torna del seu viatge i l'Anka l'espera a l'aeroport. Està estrany i de seguida comença a citar la carta de la seva mare, explicant que Michal no és el seu veritable pare. Li dóna una bufetada, després explica que, tot i que no li sorprèn, tampoc no sabia del contingut de la carta. Ell havia volgut donar-li-la diverses vegades, però sempre va sentir que era massa jove o massa gran, i finalment va decidir deixar la carta perquè l'Anka la trobés, perquè succeís l'inevitable. L'Anka es pregunta si els seus sentiments cap a Michal han estat només com a filla a pare, o també com a dona a home, ja que d'alguna manera sempre va sentir que estava sent infidel quan dormia amb altres homes. Intenta seduir subtilment en Michal, que admet haver sentit també gelosia, més que només protecció de pare, contra els nuvis de l'Anka.
Finalment, Anka revela sorprenentment la veritat. No va obrir la carta sinó que en va escriure una de nova, imitant l'escriptura de la seva mare després de trobar un sobre similar entre les seves possessions de l'hospital. El sobre original va romandre tancat. Després d'una llarga discussió decideixen cremar la carta. Tanmateix, el paper no es crema completament, l'Anka i la Michal poden llegir-ne una part i les paraules són molt semblants al començament de la carta falsa de l'Anka. La pel·lícula acaba amb ells intentant llegir els fragments de la carta parcialment cremada: "La meva estimada filla, tinc una cosa important a dir-te. Michal no és..."

## Repartiment
- Adrianna Biedrzyńska - Anka
- Janusz Gajos - Michał
- Artur Barciś - jove
- Adam Hanuszkiewicz - professor
- Jan Tesarz - taxista
- Andrzej Blumenfeld – Amic de Michał
- Tomasz Kozłowicz - Jarek
- Elżbieta Kilarska – Mare de Jarek
- Helena Norowicz - doctor